# Lophornis verreauxii
Colibri-de-leque-verde-ocidental ou topetinho-mariposa (Lophornis verreauxii) é uma espécie de beija-flor do grupo "coquete", tribo Lesbiini da subfamília Lesbiinae. É encontrado na Bolívia, Brasil, Colômbia, Equador, Peru e Venezuela.

## Taxonomia e sistemática
Este beija-flor era anteriormente tratado como uma subespécie do topetinho-verde (Lophornis chalybeus), e essa espécie e o topetinho-pavão (L. pavoninus) também foram por um tempo colocados no gênero Polemistria. Em 2019, o Comitê de Classificação Sul-Americano (SACC) da Sociedade Ornitológica Americana aceitou o Lophornis chalybeus como uma espécie separada. O Comitê Ornitológico Internacional (IOC) e o Handbook of the Birds of the World (HBW) da BirdLife International adotaram a divisão em 2020. A taxonomia de Clements não fez atualizações em 2020 e adotou a divisão em 2021.
Este beija-flor tem duas subespécies, as nominais L. v. verreauxii e L. v. klagesi.

## Descrição
O Lophornis verreauxii tem de 7,5 a 9,1 cm de comprimento. O macho da subespécie nominal tem uma cabeça verde-escura com uma crista longa, verde, com ponta vermelha e longos "bigodes" verdes com pontas brancas. Seu dorso é verde com reflexos dourados, coberturas superiores da cauda de um vermelho profundo e uma faixa branca na traseira. As partes inferiores são verdes, exceto as coxas brancas, e a cauda é marrom. A fêmea não tem a crista e os "bigodes", mas tem uma mancha malar esbranquiçada. As coberturas superiores da cauda são de um vermelho menos intenso do que as do macho e tem reflexos dourados no peito. Ambos os sexos da subespécie L. v. klagesi são mais escuros no geral do que o nominal, e suas coberturas superiores da cauda são verde-oliva bronzeadas e a cauda verde-bronzeada.

## Distribuição e habitat
A subespécie nominal de Lophornis verreauxii é encontrada da Amazônia colombiana, Equador e Peru, até o extremo leste de Mato Grosso no Brasil, e no sul, até o centro da Bolívia. L. v. klagesi é restrito à bacia hidrográfica do rio Caura, no estado de Bolívar, na Venezuela. A espécie habita uma variedade de paisagens úmidas, incluindo floresta ribeirinha, campinarana e floresta tropical e subtropical húmida. Também ocorre em florestas secundárias e campos arbustivos. Em elevação, atinge até 1.000 m.

## Comportamento

### Movimentação
O Lophornis verreauxii é essencialmente sedentário, embora se pense que ocorra algum movimento sazonal de curta distância.

### Alimentação
O Lophornis verreauxii alimenta-se de néctar, que é procurado principalmente na copa das árvores, mas também em níveis mais baixos. A espécie geralmente paira para pegar néctar, mas foi registrada perfurando a base das flores para "roubá-lo". Foi observado percorrendo sequencialmente um circuito de plantas floridas. Não parece defender um território, mas disputará coespecíficos em um canteiro de flores. A espécie também come pequenos insetos, que aparentemente coleta da folhagem.

### Reprodução
Segundo observações do naturalista Augusto Ruschi, o Lophornis verreauxii é uma das espécies de troquilídeos que realizam a chamada "parada nupcial", um ritual de acasalamento na qual o macho exibe sua plumagem colorida para a fêmea, numa série de acrobacias aéreas que são executadas durante o período do cio por vários dias, ao longo de até uma hora. Durante estes voos, o
| “ | Lophornis verreauxii macho, expõe a pele azul roxeada intensa da cabeça, que vai do vértex à nuca, para isso eriça fortemente o topete que normalmente está com as penas encobrindo essa região e executa então suas acrobacias diante da fêmea eleita. | ” |

### Vocalização
O Lophornis verreauxii geralmente é silencioso, mas produz piados curtos e longos, além de estalidos e cliques (quase sempre provocados pela vibração das asas). Uma gravação de áudio está disponível na Biblioteca Macaulay da Universidade Cornell.

## Status
A IUCN avaliou o Lophornis verreauxii como sendo de menor preocupação, embora seu tamanho populacional não seja conhecido e se pense que esteja diminuindo. Ele ocorre em algumas áreas protegidas, mas é incomum a raro e distribuído de forma irregular por toda sua extensão.